# Яковченко, Иван Ефимович
Ива́н Ефи́мович Яковче́нко (25 февраля [10 марта] 1913 — 9 апреля 1979) — Герой Советского Союза (1945), участник Великой Отечественной войны в должности помощника командира взвода 359-го стрелкового полка 50-й стрелковой дивизии 52-й армии 1-го Украинского фронта, старший сержант.

## Биография
Родился 25 февраля [10 марта] 1913 года в станице Новолеушковская ныне Павловского района Краснодарского края в семье казаков. По национальности украинец. Получил начальное образование, после чего работал в колхозе, а затем — на железнодорожной станции Тихорецкая.
Прошёл срочную службу в Красной Армии с 1935 по 1937 годы. Мобилизован в октябре 1941 года, а с 1 декабря того же года на фронте. Воевал на Западном, Северо-Кавказском, 1-м Украинском и 2-м Украинском фронтах. Участник Битвы за Москву, Битвы за Кавказ, Уманско-Ботошанской, Ясско-Кишинёвской, Висло-Одерской, Нижнесилезской и Берлинской операций.
В ночь на 30 января 1945 года вместе со своим взводом под огнём противника по льду форсировал реку Одер в районе города Бреслау (ныне Вроцлав, Нижнесилезское воеводство, Польша) и участвовал в захвате плацдарма. Самоотверженно отражая контратаки противника на своем участке, удержал занимаемую позицию.
Указом Президиума Верховного Совета СССР от 10 апреля 1945 года за образцовое выполнение боевых заданий командования на фронте борьбы с немецкими захватчиками и проявленные при этом отвагу и геройство старшему сержанту Яковченко Ивану Ефимовичу присвоено звание Героя Советского Союза с вручением ордена Ленина и медали «Золотая Звезда».
После войны демобилизован. Жил в городе Тихорецке Краснодарского края. Работал весовщиком на железнодорожной станции.
Умер 9 апреля 1979 года.

## Награды
- Медаль «Золотая Звезда» Героя Советского Союза (10.04.1945, № 4975);
- орден Ленина (10.04.1945);
- орден Отечественной войны II степени (06.05.1945);
- медали, в том числе:
  - медаль «За отвагу» (09.09.1944).